# Euscyrtus hemelytrus
Euscyrtus hemelytrus är en insektsart som först beskrevs av Wilhem de Haan 1842.  Euscyrtus hemelytrus ingår i släktet Euscyrtus och familjen syrsor. Inga underarter finns listade i Catalogue of Life.